# 굿바이 크리스토퍼 로빈
《굿바이 크리스토퍼 로빈》(영어: Goodbye Christopher Robin)은 2017년 9월 개봉한 영국의 전기 영화로, 곰돌이 푸의 창작자인 동화 작가 A. A. 밀른의 이야기를 다룬다. 사이먼 커티스 감독이 연출하며 도널 글리슨이 주인공 A. A. 밀른 역을 연기한다. 이외에 마고 로비, 켈리 맥도널드가 출연한다.

## 출연진
- 도널 글리슨 - A. A. 밀른
- 마고 로비 - 다프느 드 셀랭쿠르
- 켈리 맥도널드 - 올리브